# Isidoro Bianchi
Pour les articles homonymes, voir Bianchi.
Isidoro Bianchi  appelé aussi Isidoro da Campione  (né le 20 juillet 1581 à Campione d'Italia dans la province de Côme en Lombardie, mort le 5 décembre 1662 dans cette même ville), est un peintre italien baroque du XVIIe siècle.

## Biographie
Isidoro Bianchi était un peintre italien de la période baroque.
Il a étudié auprès de Pietro Francesco Mazzuchelli.
Il a excellé dans la peinture de fresques dans la Basilique de Sant'Ambrogio à Milan et dans diverses églises à Côme.
Le duc de Savoie Charles-Emmanuel a fait appel à ses services afin de terminer un grand salon à Rivoli resté inachevé à la mort de Mazzuchelli (1623).
Bianchi a ensuite été fait peintre de la Cour et a été anobli en 1631.